# Međunarodno pravo
Međunarodno pravo (naziva se još i međunarodno javno pravo, kako bi se napravila razlika u odnosu na međunarodno privatno pravo) je sustav pravnih pravila koja uređuju odnose između subjekata međunarodnog prava.